# تومی لیندهولم
تومی لیندهولم (فنلاندی: Tommy Lindholm؛ زادهٔ ۳ فوریهٔ ۱۹۴۷) بازیکن فوتبال اهل فنلاند بود.
از باشگاه‌هایی که در آن بازی کرده‌است می‌توان به باشگاه فوتبال بشیکتاش و باشگاه فوتبال تورون پالوسئورا اشاره کرد.
وی همچنین در تیم ملی فوتبال فنلاند بازی کرده‌است.